# 퍼매나구

퍼매나 구의 위치

퍼매나구(영어: Fermanagh District, 아일랜드어: Ceantar Fhear Manach)는 2015년까지 존재했던 북아일랜드의 옛 구였다. 행정 중심지는 에니스킬린이며 면적은 1,876km2, 인구는 63,100명(2010년 기준), 인구 밀도는 34명/km2이다.

## 구 정보
- 행정 중심지: 에니스킬린
- 면적: 1,876km2
- 인구: 63,100명 (2010년 기준)
- 인구 밀도: 34명/km2
- ISO 3166-2 코드: GB-FER
- ONS 코드: 95L
- 종교 분포: 천주교 58.7%, 개신교 39.8%

## 같이 보기
- 북아일랜드의 행정 구역